# Dyndyliszki
Dyndyliszki (biał. Дындылішкі; ros. Дындылишки) – wieś na Białorusi, w obwodzie grodzieńskim, w rejonie iwiejskim, w sielsowiecie Iwie.

## Historia
W dwudziestoleciu międzywojennym wieś leżała w Polsce, w województwie nowogródzkim, w powiecie lidzkim (od 1926), w gminie Iwie. 
Po agresji ZSRR na Polskę w 1939 roku wieś znalazła się w granicach BSRR. W latach 1941–1944 była pod okupacją niemiecką. Następnie leżała w BSRR. Od 1991 roku w Republice Białorusi. Do 2017 r. wieś wchodziła w skład sielsowietu Moryna.
24 czerwca 1944 r. w czasie przemarszu w kierunku Puszczy Nalibockiej doszło do starcia improwizowanego zgrupowania AK o kryptonimie „Bagatelka” dowodzonego przez mjr. Macieja Kalenkiewicza „Kotwicza” (żołnierze 1 batalionu 77 pp AK) z oddziałami niemieckimi, stacjonującymi w Iwiu. Oddziały AK zostały zaatakowane przez Niemców wskutek donosu. Według Kazimierza Krajewskiego w boju pod Dyndyliszkami zginęło 8 partyzantów polskich. Byli to: bosm. Wacław Hamera „Gryf”, Jan Panasiewicz „Cichy”, Michał Zdanowicz „Zefir”, kpr. NN „Zagłoba” i pozostali żołnierze nieznani.
We wsi przy drodze znajduje się miejsce pochówku poległych żołnierzy AK. Grób został zdewastowany w 2022 r.